# هیلبک
هیلبک (به لاتین: Hellebæk) یک منطقهٔ مسکونی در دانمارک است که در Helsingør Municipality واقع شده‌است. هیلبک ۲٫۵ کیلومتر مربع مساحت و ۵٬۴۵۵ نفر جمعیت دارد.